# Planika drobnolistá

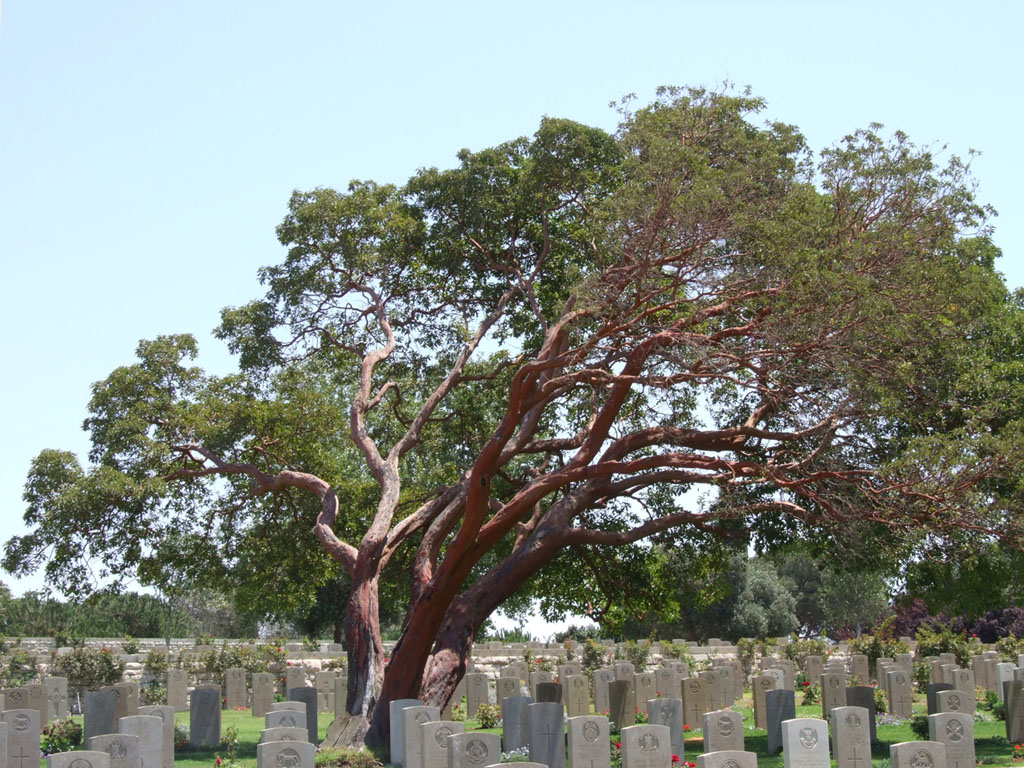
Planika na britském vojenském hřbitově v Jeruzalémě

Planika drobnolistá (Arbutus andrachne) je stálezelený keř nebo strom, rostoucí ve východním Středomoří a jihozápadní Asii. V Izraeli roste v původních středomořských hájích v oblasti Galileje, Karmelu, Samařsku a Judských horách.

## Popis
Strom dorůstá do výšky 5 metrů. Má bílé květy, červené plody, velké asi 12 milimetrů, které se podobají jahodám. Nápadná je jeho hladká červenohnědá borka.

## Historie
Palestinští Arabové ho tradičně užívali při stavbě střech a z listí dělali odvar proti nemocem kůže a zažívání. Neuvařené plody ale vyvolávají bolesti břicha a barví zuby, což popisuje už v 1. století řecký učenec Dioskoridés.
Při archeologických vykopávkách bývají nalezeny trámy z planiky jen výjimečně. V galilejském údolí Nachal Becet byly při archeologickém výzkumu objeveny zbytky planiky, jejichž stáří je odhadované na šest tisíc let.
Pro svou barvu a jméno (ktalav) je zdrojem lidových pověstí. Jedna z nich vypráví o mladíkovi, který ve sporu o dívku zabil holí vlastního otce (katal-av). Ze zahozené hole a krve zabitého vyrostl strom planika.

## Využití
Planika drobnolistá se sází jako okrasná rostlina, je však obtížné její množení.